# Asciaporrecta hyalina
Asciaporrecta hyalina is een raderdiertjessoort uit de familie Asciaporrectidae. De wetenschappelijke naam van deze soort is voor het eerst geldig gepubliceerd in 1939 door Wulfert.